# سندروس رباعي المصاريع
سندروس رباعي المصاريع أو سندرك أو تويا مفصلية أو تويا عقدية (الاسم العلمي Tetraclinis)، شجرة صغيرة من فصيلة السروية تعلو نحو 6 أمتار، وهي من أكثر الأنواع زراعة من جنسها. أغصانهاة ثنائية التفرع، مفصلية، أوراقها دائمة، خطية الشكل، دوارية التجميع عند الأشجار الفتية، ومن ثم متقابلة. أزهارها وحيدة المسكن. مصراعية.
الخشب جيد الصنف، لحاؤها غني بالعفص، وهي من الأنواع التي تنتج زيوتًا وراتنجًا يدعى سندرك. مهدها الجزائر ومراكش.